# ريم العبلي-رادوفان
ريم العبلي-رادوفان (مواليد 1990) هي سياسية ألمانية من أصل عراقي وعضو في البوندستاغ عن الحزب الديمقراطي الاجتماعي.تعمل حاليًا أيضاً كوزيرة دولة برلمانية للهجرة واللاجئين والاندماج في حكومة المستشار أولاف شولتس منذ عام 2021.

## حياتها المبكرة
ولدت ريم في موسكو لأبوين آشوريين من العراق انتقلوا فيما بعد إلى ألمانيا. تخرجت من جامعة جامعة برلين الحرة. الحرة.  لها جذور عربية وكلدانية.